# Smarowanie mieszankowe silnika
Smarowanie mieszankowe silnika – smarowanie mieszankowe silnika polega na dostarczaniu oleju smarującego elementy trące silnika, przez rozpuszczenie go w paliwie zasilającym silnik. Ze względu na prostotę i niezawodność ten typ smarowania stosowano w wielu  starszych silnikach dwusuwowych. Smarowanie mieszankowe znalazło też zastosowanie w nowoczesnych  silnikach czterosuwowych 4-mix przeznaczonych do napędu  pilarek łańcucowych.